# Trullo
Trullo (talijanski množina: trulli) je tradicionalna kamena nastamba kupastog krova koja je karakteristična za dolinu Itria (Valle d'Itria) u oblasti Murge talijanske pokrajine Apulija. Mogu se pronaći u mjestima: Alberobello, Locorotondo, Fasano, Cisternino, Martina Franca i Ceglie Messapica.
Trulli Alberobella su jedinstven primjer prapovijesne gradnje bez veziva, isključivo od nepravilnih komada vapnenačkog kamenja iz okolnih polja, karakterističnog piramidalnog oblika, kupolastih ili kupastih krovova prekrivanih vapnenačkim pločama. S obzirom na to da je ova skupina građevina jedna od rijetkih tako netaknutih primjera prapovijesne arhitekture koja je preživjela do modernog doba trulli iz grada Alberobello su dospjeli na UNESCO-ov popis mjesta svjetske baštine u Europi 1996. godine.
Trulli su građeni kao kao privremeno sklonište pastirima i farmerima, ili kao skladišta. Uobičajeno su građeni bez veziva (žbuke ili cementa), čime je obični puk izbjegavao oporezivanje. Ovakav način gradnje se koristio i prilikom gradnje međaških zidova u okolici, tzv. suhozid. 

## Povijest
Trulli su najčešći u Mezapijskom dijelu Apulije. Mesapi su, zajedno s Venetima, Japigima, Daunima i Latinima bili prvi Indo-europljani koji su kolonizairali Apeninski poluotok, koji je do 1200. pr. Kr. bio većinom naseljen Tirinskim Grcima.
Iako postoje mnoge teorije o opstanku ovih oblika građevina, najpopularnija je ta da su zbog velikog poreza na nekretnine, stanovnici Apulije koristili suhoziđe kako bi mogli rastaviti svoje građevine u slučaju posjeta poreznika. 
Danas su sačuvani trulliji veoma popularni među Britanskim i Njemačkim turistima koji ih često kupuju i obnavljaju kao svoje ladanjske kuće. Pri tome moraju restaurirati trullo u skladu s brojnim UNESCO-ovim zakonima o čuvanju svjetske baštine. 
Trulli se mogu naći u Rheinhessenu u Njemačkoj, gdje su građeni na isti način kao oni u Apuliji, ali kao kolibe vinogradara u 18. stoljeću. 
Slične građevine se mogu naći širom Hrvatske, poput dalmatinske bunje i istarskog kažuna, gdje su služile kao pastirska skloništa još od prapovijesti.

## Arhitektura
Krovovi su građeni u dva sloja: unutarnji sloj lomljenog vapnenca, slagan u redove kupastog oblika i zapečačen ključnim kamenom, i vanjski sloj vapnenačkih ploča koje su ga činile vodootpornim. Izvorno je krivulja kupastog oblika građevine započinjala odmah s tla, ali su kasnije dodani okolni zidovi na kojima je počivao krov. U Alberobellu, vrhovi kupastih krovova trullija su zašiljeni, kako bi mogli nositi neki simbol, dok je i sam kupasti oblik građevine imao simbolično značenje. Krovovi trullija su često ukrašeni crtežima simbola planeta, urokljivog oka (malochio), kršćanskog križa, srca, polumjesec i zvijezda, i brojnih drugih simbola.
Zidovi su veoma debeli, stvarajući dobru izolaciju, te čineći prostoriju hladnijom ljeti, a toplijom zimi. Većinas trullija imaju samo jednu prostoriju, dok je Višebojni trullo kuća kod koje svaki kupasti krov predstavlja jednu prostoriju. U toj kući su djeca spavala u nišama u zidu s kojih su visjele zavjese. 
- Trulli Alberobella
- Unutrašnjost trulla Sovrano
- Detalj krova
- Trullo u Nacionalnom parku Apulia
- Rajnski Trullo (Njemačka)

## Vanjske poveznice
- Odlike trullija
- "Trulli u Alberobellu" – Službene stranice UNESCO-a
- Povijest i graditeljske tehnike Apulijskih trullija  Arhivirana inačica izvorne stranice od 11. svibnja 2009. (Wayback Machine)